# Czerwony Upłaz (Dolina Cicha)

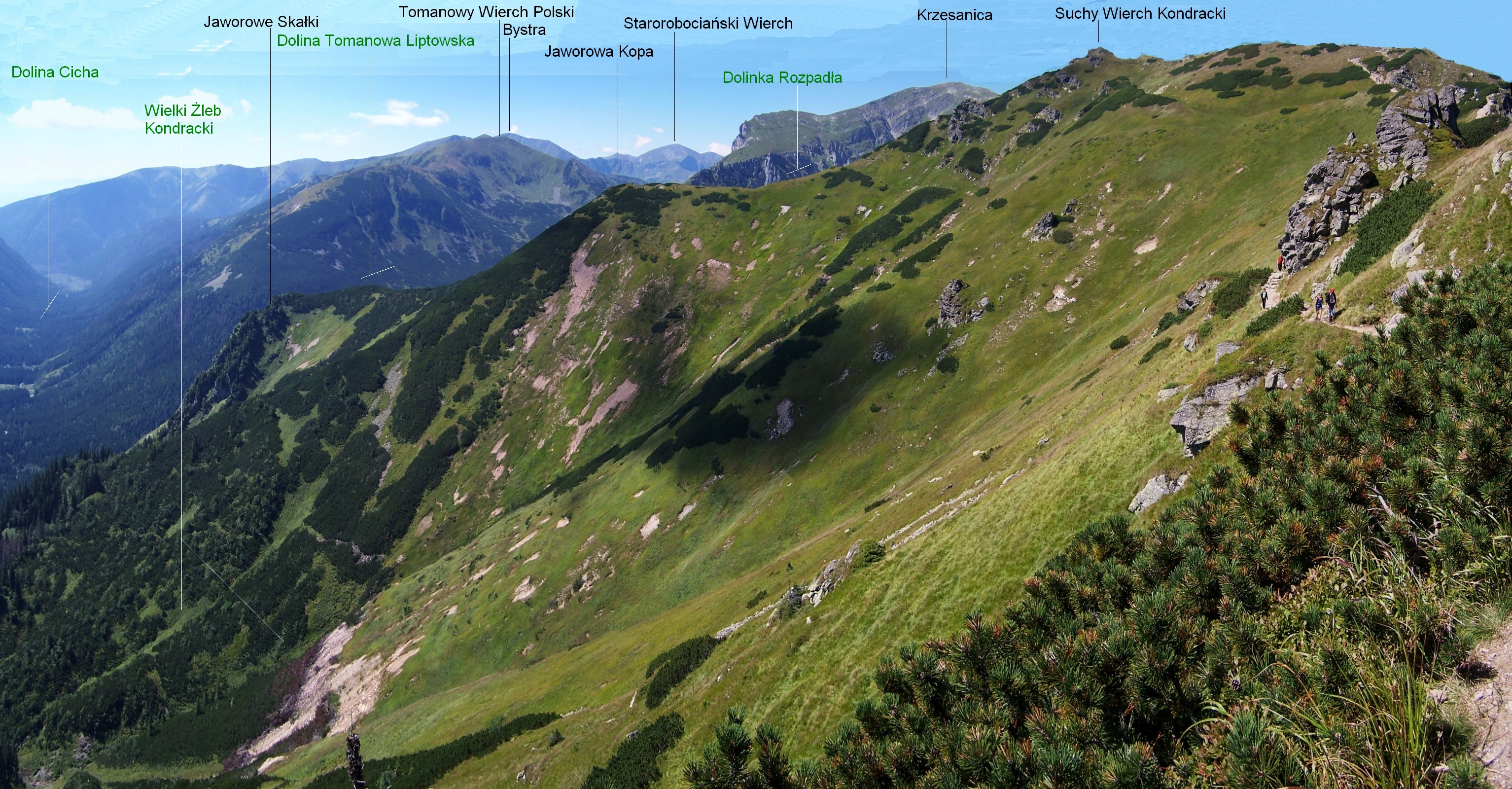
Trawniki Czerwonego Upłazu

Czerwony Upłaz (słow. Červený úplaz) – podgraniowa część południowych stoków pomiędzy Jaworowym Grzbietem a przełęczą Gładki Przechód (Sucha Przełęcz Kondracka) w słowackich Tatrach Zachodnich. Czerwony Upłaz opada stromo do Doliny Cichej Liptowskiej.  Najbardziej stromy jest na wschodnich stokach Jaworowego Grzbietu (nachylenie ok. 40°). Mniej więcej w jego środku znajduje się grzęda oddzielająca Wielki Żleb Kondracki (zachodni, pod stokami Jaworowego Grzbietu) od jego odnogi. Upłaz jest trawiasty, od czasu, gdy zaprzestano jego wypasu, stopniowo zarasta kosodrzewiną. Miejscami wystają głazy, a miejscami darń jest zdarta, szczególnie na stoku Jaworowej Kopy. To skutek ogromnych lawin, jakie zimą schodzą z Czerwonego Upłazu.
Na niektórych mapach błędnie nazwą Červený úplaz podpisana jest dolna część Wielkiego Kondrackiego Żlebu.